# Улица Спасе Гарде (Београд)
| Улица Спасе Гарде | Улица Спасе Гарде        |
| ----------------- | ------------------------ |
|                   |                          |
| Општина           | Звездара                 |
| Почетак           | Булевар краља Александра |
| Крај              | Хекторовићева            |
| Дужина            | 105 m                    |
| Ширина            | 8 m                      |
| Створена          | пре 1930                 |
| Названа           | пре 1930                 |
| Стари називи      | Улица чика Митина        |
|                   |                          |
|                   |                          |
| Улица Спасе Гарде |                          |

Улица Спасе Гарде налази се у Општини Звездара, у близини Цветкове пијаце. Протеже се правцем од Булевара краља Александра број 255 до Хекторовићеве у дужини од 100 m. 

## Име улице
Ова улица је мењала име. Пре 1930. године носила је назив Улица чика Митина, а после 1930. године Улица Спасе Гарде, по четничком војводи у балканским ратовима. Спаса Гарда је погинуо на Алиначким Висовима 1912. године и сахрањен је у Прилепу.

### Спаса Гарда
Спаса Павловић рођен је око 1865. године у Станчи код Криве Паланке. а погинуо је 25. октобра 1912. године на Алиначким Висовима и сахрањен је у Прилепу. Учествовао је у балканским ратовима и истакао се својом храброшћу у биткама.

## Суседне улице
Улица је окружена кратким улицама са породичним кућама.
- Хекторовићева
- Букурешка
- Гершићева

## Улицом Спасе Гарде
Улица је сада слепа и не може да се изађе на Булевар краља Александра. Осамдесетих година двадесетог века су порушене неке куће, да би могло да се изграде зграде на Булевару краља Александра. Уместо приватних кућа, делом улице је направљено дечије игралиште названо Шљункара. На игралишту се налазе кошеви за кошарку, голови за играње фудбала, држачи за мрежу за играње тениса. Поред терена се налази и део намењен мањој деци са дечијим справама за играње.

## Занимљивости
- У Београдским општинским новинама из 1933. године помиње се Улица Спасе Гарде за замену сијалица до 15. фебруара текуће године.[7]

## Галерија
- Улица Спасе Гарде
- Број 8 и број 10 Улице Спасе Гарде
- Број 6 одакле данас почиње Улица